# Gunnar Wallgren (ingenjör)
August Gunnar Ferdinand Wallgren, född 3 april 1892 i Härnösand, död 12 maj 1962, var en svensk ingenjör.
Wallgren, som var son till maskinist O.A. Wallgren och Hulda Strandberg, utexaminerades från tekniska elementarskolan i Härnösand 1911. Han var anställd som ritare vid ASEA och Nya Förenade Elektriska AB 1911–1916, konstruktör och verkstadsingenjör vid STAL 1916–1918, grundade tillsammans med Wilhelm Uggla AB Turbo (senare Härnöverken) i Härnösand (för tillverkning av kuggväxlar och -motorer enligt Wallgrens och Ugglas patent) 1918, var avdelningschef hos F.L. Schmidt & Co i Köpenhamn 1922–1925, anställd hos Luth & Roséns Elektriska AB 1925, överingenjör där 1928–1931, en av stiftarna av AB Nomy 1928, verkställande direktör där 1931. 
Nomy-lagret som lade grunden till verksamheten konstruerades Wallgren när han var verksam på Luth & Rosén. Gunnar Wallgren fick stöd till utvecklingen genom Folke Odqvist som då arbetade på Electrolux. Det fanns flera tekniska problem att lösa för att få igång tillverkningen: smörjning, hållfasthet och precisionskrav. 1934 kunde en produktion i större skala starta.
Wallgren var sedan teknisk direktör vid AB Bolinder-Munktell 1931–1950 och professor i mekanisk teknologi vid Chalmers tekniska högskola från 1950. Han var ledamot av styrelsen för Wedevågs Bruk AB 1941, Sveriges maskinindustriförenings standardiseringskommitté 1944, ordförande i Sveriges Mekanförbunds verkstadssektions forskningsutskott 1944 och medlem i ett flertal tekniska kommittéer. Han invaldes som ledamot av Kungliga Ingenjörsvetenskapsakademien 1956.